# 阿尔弗雷德·克尔纳
阿尔弗雷德·克尔纳（德語：Alfred Körner，1926年2月14日—2020年1月23日），奥地利男子足球运动员。他曾代表奥地利国家队参加1954年和1958年国际足联世界杯，其中1954年世界杯获得第三名。